# おまけの小林クン
『おまけの小林クン』（おまけのこばやしくん）は、森生まさみによる日本の少女漫画作品。漫画雑誌『LaLa』（白泉社）にて1996年10月号から2005年10月号まで連載。
本作の新章『オトナの小林くん』が『AneLaLa』（同社）2015年6月号より連載。2017年10月号で同誌が休刊したことに伴い、『花とゆめAi』（同社）に移籍してVol.1から連載開始。

## あらすじ
向日葵高校1年A組には、小林が3人居る。1人目はA組の学級委員長・小林吹雪、2人目は美麗サド男・小林千尋、3人目は野球バカで無愛想男・小林健吾。この3人は“A組のバミューダ・トライアングル”と呼ばれ、恐れられていた。そこへ、高校生とは思えない愛らしい笑顔を携え、4人目の小林・小林大和が登場!! 小林クン（大和）の登場をきっかけに、A組は変わってゆく――。

## 登場人物
※声優はドラマCDのもの

### 向日葵高校
とある田舎の高校。全体的にのほほんとしており、平和。学力はあまり高くはない。

#### 小林4人組
小林 大和（こばやし やまと）
声 - 大谷育江
今作の主人公。3月12日生まれ、O型。身長150センチメートル（本人曰く正確には150.1センチメートルだったようだ。2年の身体測定では149.8センチメートル）。
一年の途中で転入してきた『4人目の小林』。外見は高校生に見えないほど幼く、女の子のような愛くるしい笑顔と純粋さの持ち主。一人称は『ボク』だが、女のコ言葉で話す。純真なため千尋の仕掛ける『罠』にはことごとく引っかかる。愛らしい外見とは反対に、フェミニストで男らしくあろうとしている。また、包容力があり、精神的には小林4人の中で一番大人。なぜか健吾になついている。
5歳のとき両親と姉を交通事故で亡くし、そのトラウマから孤独や「別れること」に対して非常に臆病になっている。退院後は、曾祖母に引き取られたが、その翌年の秋に亡くなる。その後、一週間ほど引き取られた先の家で虐待に遭い、笑顔を失っていたが、曾祖母の遺言を思い出し、周りの人が笑ってくれるよう、自分を好きになってくれるよう笑顔を絶やさぬようになる。しかし、いろんな家庭に引き取られるも上手くいかず幾度も「別れ」を繰り返し、さらには、火事で家族との思い出の品も失ってしまい、「別れのない出会いはない」と、目の前の幸せを諦めるようになる。
小林 吹雪（こばやし ふぶき）
声 - 折笠富美子
8月15日生まれ、O型。身長167センチメートル。
A組の学級委員長。いわゆる姐御肌で、クラスのまとめ役。美人だが、決断力、統率力に溢れた全く隙のないしっかりした性格と男顔負けの怪力のため、クラス一男前な女子。その一方で恋愛には疎く、奥手。ショタコンで大和の笑顔に一目惚れするが、徐々に健吾が気になっていく。幼いころに父を亡くし、母子家庭に育つ。
小林 千尋（こばやし ちひろ）
声 - 三木眞一郎
9月22日生まれ、B型。身長177センチメートル(2年の身体測定では177.5センチメートル)。
美形で成績優秀、運動神経も良い。常にフェロモンを振りまいており、学校一モテる男。いつもへらへら笑っており、何を考えているのかさっぱり分からない上、『罠』によって相手を弄ぶのが愛情表現という、少々困ったひねくれ者。霊感が強い。健吾とはなにかと犬猿の仲。
クラスでもかなり浮いた存在だったが、大和の転校以来、徐々に打ち解けていくようになる。愛犬ラッシーに似た大和を非常に気に入り、様々な『罠』を仕掛ける（ラッシーの死後は、吹雪がラッシー（メスだから）、大和が小ラッシー（オスだから）という扱い）。人一倍勘が鋭く、些細な変化にも目敏く気がつくため、いち早く大和の笑顔の秘密を感じ取った。
小林 健吾（こばやし けんご）
声 - 関智一
12月30日生まれ、A型。身長179センチメートル(2年の身体測定では179.7センチメートル)。
硬派で基本的に無口だが、単に口下手なだけで、弱者に優しく面倒見もいい。また不器用な性格で、1つのことが気にかかると、他のことが手につかなくなる。勉強は数学のみ大得意（他の教科は赤点スレスレ）。スポーツ万能で、野球投手としての能力は並はずれたものがある。あげは曰く「むっつりすけべ」。千尋とはなにかと犬猿の仲。
中学時代に所属していた野球部で起きた事故がきっかけで荒れ、他人とかかわりを持たないようにしていたが、大和の転入以来少しずつ学校にもクラスにもとけこむようになる。同時に、男らしさが人気を呼びモテ期に突入。その一方で、だんだんと吹雪に惹かれていく。

#### クラスメート
斉藤 あげは（さいとう あげは）
声 - 岩居由希子
11月30日生まれ、B型。身長150センチメートル。
2年のときにA組に転校してきた。外見上はクールな美少女といった風。思ったことをすぐ口にしてしまうため、言葉は少々辛辣。丸顔であるのを気にしており、隠すために髪を伸ばしている。かつて亡くなった姉の婚約者だった燕のことが好きで積極的にアプローチしている。転校したてのころは学校に馴染めなかったが、徐々に打ち解け、吹雪と親友に。千尋とは、天敵同士であり、サド仲間。
日影 只男（ひかげ ただお）
声 - 原沢勝広
A組の副学級委員長。その名の通り、影が薄い。ホワイトデーには、もらった義理チョコすべてにお返しするなど義理堅い。ゆりのことが好き。
向井 ゆり（むかい ゆり）
クラスのアイドル的存在。可愛く、裏表のない性格で、家事全般が得意。男の好みが普通の人間と違う（例:窪塚洋介はスキンヘッドの方がかっこいい、マッチョが好きなど）。その個性的な好みと意味深な言動（完全に天然）でクラスの男子たちをしばしば翻弄しているが、本人は全くの無自覚である。
坂上 こずえ（さかがみ こずえ）
O型。身長170センチメートル位。
女子バレー部所属。底抜けに明るく前向きな体育会系。こずえが歌う『女バレオリジナル応援歌』は、敵はもちろん味方のやる気さえも削いでしまうほどの破壊力を持つ（つまり音痴）。また、学校中のものもよく壊すため、別名『壊し屋（クラッシャー）坂上』。
東谷 千明（ひがしたに ちあき）
A型。身長182センチメートル。
男子バレー部所属。『壊し屋（クラッシャー）坂上』の一番の被害者。中学のころからゆりのことが好きで、告白するも振られ続けている。

#### 教師
小林 燕（こばやし つばめ）
声 - 藤原啓治
27歳（小林たちが2年の時）。9月9日生まれ、乙女座のO型。身長175センチメートル。スリーサイズはひみつ。カノジョいない歴2年、ひとり暮らしの独身。好物はチーズたらとイカの塩辛。
小林たちが2年のとき赴任してきた家庭科教師。A組の担任。飄々とした性格で、吹雪の神経を逆撫でする。常にサングラスをかけており、素顔は童顔。バウムクーヘンを面白い食べ方で食べる。大和と同じく千尋の罠犠牲者。重度のアイドルオタク。
姫 恭子（ひめ きょうこ）
身長170センチメートル。25歳。
小林たちが3年のときに赴任してきた数学教師。副担任。優しく美人で、いつもにこにこと笑顔だが、まったく喋らない不思議な人。趣味は日曜大工で、相棒はスパナ。燕の大学時代の後輩。
青木（あおき）
小林たちが1年のときのA組担任。入学式当初は80キログラムあった体重が、小林3人の間をさまよう内に一気にやつれていった。翌年、人事異動で他校へ移っていった。

#### その他
大林 鷹士（おおばやし たかし）
身長163センチメートル位（自称165センチメートル）。
小林らの後輩。真央子の従弟。ぶっきらぼうで少々子供っぽい元気者。通称・『たかち』。趣味は、ストリートダンスで、プロのダンサーを目指している。健吾に憧れを抱き、『兄貴』と慕う。
大林 真央子（おおばやし まおこ）
小林らの後輩。鷹士の従姉。かわいらしい見た目とは裏腹に、鷹士をクールに見守っており、その愛情表現は千尋と相通ずるものがある。

### 家族

#### 小林（吹雪）家
小林 雪人（こばやし ゆきひと）
吹雪の弟。深雪とは二卵性双生児。頭がよく、クールな性格。家族思い。
小林 深雪（こばやし みゆき）
吹雪の妹。雪人とは二卵性双生児。明るく元気ないまどきの女の子。
小林 静（こばやし しづ）
吹雪たちの母親。夫を亡くして以来女手一つで3人を育ててきた。小料理屋を営む。

#### 小林（千尋）家
小林 真尋（こばやし まひろ）
千尋の母。コスメサロンを経営。美人で非常に若々しく、見た目も性格も千尋とそっくり。
ジェフリー
千尋の父。日系カナダ人、現在はカナダに単身赴任中。優しい性格で家族を心の底から愛しており、必ず月に1度日本に帰る。
ラッシー
千尋の愛犬。千尋が幼稚園のときに飼い始めたコリーのメス。千尋が高校1年の夏に死んだ。
小ラッシー（こラッシー）
千尋の愛犬。シェットランド・シープドッグのオス。

#### 小林（健吾）家
小林 慎吾（こばやし しんご）
健吾の6歳下の弟。ショタコンである吹雪の心を鷲掴みする。硬派な兄・健吾に憧れている。

## 書誌情報
- 森生まさみ 『おまけの小林クン』 白泉社〈花とゆめコミックス〉、全16巻
  1. 1997年7月10日発行、ISBN 4-592-12763-3
  2. 1999年1月10日発行、ISBN 4-592-17032-6
  3. 1999年10月10日発行、ISBN 4-592-17033-4
  4. 2000年4月10日発行、ISBN 4-592-17034-2
  5. 2000年10月10日発行、ISBN 4-592-17035-0
  6. 2001年4月10日発行、ISBN 4-592-17036-9
  7. 2001年10月10日発行、ISBN 4-592-17037-7
  8. 2002年3月10日発行、ISBN 4-592-17038-5
  9. 2002年8月10日発行、ISBN 4-592-17039-3
  10. 2003年1月10日発行、ISBN 4-592-17040-7
  11. 2003年5月10日発行、ISBN 4-592-17545-X
  12. 2003年11月10日発行、ISBN 4-592-17546-8
  13. 2004年5月10日発行、ISBN 4-592-17547-6
  14. 2004年12月10日発行、ISBN 4-592-17548-4
  15. 2005年6月10日発行、ISBN 4-592-17549-2
  16. 2005年11月10日発行、ISBN 4-592-17550-6

- 森生まさみ 『おまけの小林クン』 白泉社〈白泉社文庫〉、全8巻
  1. 2011年1月14日発売、ISBN 978-4-592-88841-3
  2. 2011年1月14日発売、ISBN 978-4-592-88842-0
  3. 2011年3月15日発売、ISBN 978-4-592-88843-7
  4. 2011年3月15日発売、ISBN 978-4-592-88844-4
  5. 2011年5月17日発売、ISBN 978-4-592-88845-1
  6. 2011年5月17日発売、ISBN 978-4-592-88846-8
  7. 2011年7月15日発売、ISBN 978-4-592-88847-5
  8. 2011年7月15日発売、ISBN 978-4-592-88848-2

- 森生まさみ 『森生まさみ画集 おまけの小林クン』 白泉社、2005年6月発行、ISBN 4-592-73228-6

- 森生まさみ 『オトナの小林くん』 白泉社〈花とゆめコミックス〉、既刊6巻（2019年7月19日現在）
  1. 2016年1月5日発売、ISBN 978-4-592-21096-2
  2. 2016年11月4日発売、ISBN 978-4-592-21097-9
  3. 2017年6月5日発売、ISBN 978-4-592-21098-6
  4. 2018年2月5日発売、ISBN 978-4-592-21099-3
  5. 2018年11月5日発売、ISBN 978-4-592-21100-6
  6. 2019年7月19日発売、ISBN 978-4-592-21196-9

## ドラマCD

### ドラマCD第一弾
「おまけの小林クン〜怒涛のクラスマッチの巻〜」（2000年5月26日発売）
収録内容
- 怒涛のクラスマッチの巻
- おまけのおまけの小林クン〜つなぎの巻〜

### ドラマCD第二弾
「おまけの小林クン（2）」（2000年11月24日発売）
収録内容
- 炎の三球勝負の巻
- おまけのおまけの小林クン
- あぶない夏合宿の巻

### ドラマCD第三弾
「おまけの小林クン（3）」（2001年10月25日発売）
収録内容
- お願いお地蔵さまの巻
- 歯医者へ行こう！〜秋の健康診断スペシャルの巻〜
- シャッフルしましょう（お帰りなさいメッセージ集）
- 「健吾編」〜夢見がちな小中高生の女の子向け〜
- 「千尋編」〜夢見がちな高校生以上の女性向け〜
- 「吹雪編」〜夢見がちな男の子向け〜
- 「大和編」〜お疲れの社会人向け〜